# Cheriton (Virginia)
Cheriton is een plaats (town) in de Amerikaanse staat Virginia, en valt bestuurlijk gezien onder Northampton County.

## Demografie
Bij de volkstelling in 2000 werd het aantal inwoners vastgesteld op 499.
In 2006 is het aantal inwoners door het United States Census Bureau geschat op 483, een daling van 16 (-3,2%).

## Geografie
Volgens het United States Census Bureau beslaat de plaats een oppervlakte van
2,7 km², geheel bestaande uit land. Cheriton ligt op ongeveer 11 m boven zeeniveau.

## Plaatsen in de nabije omgeving
De onderstaande figuur toont nabijgelegen plaatsen in een straal van 32 km rond Cheriton.